# Mark Harelik
Mark Harelik, né le 5 juin 1951 à Hamilton, au Texas , est un acteur américain.

## Biographie
Harelik est né à Hamilton, au Texas.
Il est marié à l'actrice Spencer Kayden, qui a joué dans des productions théâtrales à ses côtés. Ils ont un enfant.
En 1909, son grand-père juif russe, Haskell Harelik - sur lequel est basée la pièce de Harelik de 1985, The Immigrant - a immigré à Galveston, au Texas.

## Filmographie

### Cinéma
- 1990 : Galacticop (A Gnome Named Gnorm) de Stan Winston : Inspecteur Kaminsky
- 1994 : Le Cygne et la Princesse (film d'animation) : Lord Melchior (Lord Rogers en anglais)
- 1998 : The Swan Princess: Sing Along (court-métrage d'animation) : Lord Melchior (Lord Rogers en anglais)
- 1999 : L'Arriviste de Alexander Payne : Dave Novotny
- 2001 : Jurassic Park 3 : Ben Hildebrand
- 2004 : Folles Funérailles de Michael Clancy : Burt
- 2006 : For Your Consideration de Christopher Guest : Hôte de la table ronde
- 2007 : Watching the Detectives de Paul Soter : Détective Barloe
- 2009 : TIMER de Jac Schaeffer : Dr Serious
- 2009 : The Job de Shem Bitterman : Martin
- 2011 : en:Meeting Spencer de Malcolm Mowbray :
- 2013 : 42 de Brian Helgeland : en:Herb Pennock
- 2015 : en:This Isn't Funny de Paul Ashton : Joseph Thompson
- 2015 : Dalton Trumbo de Jay Roach : Edward « Ed » Muhl
- 2017 : Battle of the Sexes de Jonathan Dayton et Valerie Faris : Hank Greenberg

### Télévision

#### Téléfilms
- 1990 : Unspeakable Acts : Richard Maxwell
- 1993 : Les Requins de la finance (Barbarians at the Gate) : Peter Atkins
- 1995 : Le Sang du frère (My Brother's Keeper) : Stockton
- 1999 : en:Come On, Get Happy: The Partridge Family Story : Alex
- 1999 : Hugh Hefner et l'empire playboy (en:Hefner: Unauthorized) : Mike Wallace
- 2003 : War Stories
- 2010 : La Dernière Noce (Deadly Honeymoon) : Capitaine du navire

#### Séries télévisées
- 1983 : Frank, chasseur de fauves : Stewart Nielsen (saison 1, épisode 17)
- 1993 : Cheers : Reed Manchester (saison 11, épisode 25)
- 1993 : en:Hearts Afire : Reed Folsom (saison 2, 4 épisodes)
- 1993 - 1996 : Wings : Davis Lynch (5 épisodes)
- 1995 - 1996 : Presque parfaite : Charles Kind (saison 1, épisodes 1, 4 et 24)
- 1995 - 1996 : en:The Single Guy : Jeff (2 épisodes)
- 1996 : Un drôle de shérif : David Wambaugh (saison 4, épisode 10)
- 1996 : Une maman formidable : Terry (saison 4, épisode 10)
- 1997 : Seinfeld : Milos (saison 8, épisode 13)
- 1997 : The Practice : Donnell et Associés : Michael Agosta (saison 1, épisode 5)
- 1997 : Players, les maîtres du jeu : Delbert « Del » Cavanaugh (saison 1, épisode 3)
- 1998 : en:LateLine : Skip Fletcher (saison 1, épisode 6)
- 1998 : Les Dessous de Veronica : Paul Byrne (saison 2, épisodes 7 à 9)
- 1998 : Star Trek: Voyager : Inspecteur Kashyk (saison 5, épisode 10)
- 1998 : Nothing Sacred : Hal (saison 1, épisode 17)
- 1999 : La Famille Green : Pete Clancy (saison 1, épisode 7)
- 1999 : Incorrigible Cory : Jedediah Lawrence (saison 7, épisodes 2, 4 et 7)
- 2001 : Diagnostic : Meurtre : Dr. Phillip Zachary (saison 8, épisode 16)
- 2001 : Voleurs de charme : Jerry (saison 1, épisode 3)
- 2002 : Angel : Comte Kurushu (saison 3, épisode 13)
- 2003 : Les Experts : Miami : Valenta (saison 1, épisode 23)
- 2003 : Shérifs à Los Angeles : Kenneth Hurley (saison 1, épisode 1)
- 2004 : Méthode Zoé : Tommy Renaldo et Jake Osbourne (saison 2, épisode 5 et saison 2, épisode 12)
- 2004 : Will et Grace : Tim (saison 7, épisodes 3, 4 et 7)
- 2004 : NIH : Alertes médicales : Dr. Lester (saison 1, épisode 11)
- 2005 : Desperate Housewives : Bob Rowland (saison 1, épisode 13)
- 2005 : Dr House : M. Foster (saison 1, épisode 11)
- 2005 : Roman noir : George Robbins (saison 1, épisode 5)
- 2005 : Six Feet Under : Leonard (saison 5, épisode 1)
- 2005 : Gilmore Girls : Stuart Wultz (saison 6, épisode 9)
- 2005 : Numb3rs : Taylor Brindell (saison 2, épisode 9)
- 2006 : en:Four Kings : M. Thorpe (saison 1, épisode 3)
- 2006 : Grey's Anatomy : Keith Polace (saison 2, épisode 19)
- 2006 : NCIS : Enquêtes spéciales : Ron Levinson (saison 3, épisode 20)
- 2006 : Bones : Dr. Peter Ogden (saison 1, épisode 20)
- 2006 : The Unit : Commando d'élite : Secrétaire d'État (saison 1, épisode 10)
- 2006 : The Closer : L.A. enquêtes prioritaires : M. Millbrook (saison 2, épisode 2)
- 2006 : Las Vegas : Critique du magazine Hotel Traveler (saison 4, épisode 6)
- 2006 : Sleeper Cell (saison 2, épisode 5)
- 2007 : Dirt : Quinn (saison 1, épisode 3)
- 2007 : Prison Break : Marty Gregg (saison 2, épisodes 21 et 22)
- 2007 : Raines : Lionel Webb (saison 1, épisode 5)
- 2007 : Urgences : James (saison 13, épisode 22)
- 2007 : Heartland : Tripp Jacobs (saison 1, épisodes 8 et 9)
- 2007 : State of Mind : Michael McKenzie (saison 1, épisode 6)
- 2007 : Heroes : Officier du DHS (saison 2, épisode 7)
- 2007 : Pushing Daisies : Ramsfeld Snuppy (saison 1, épisode 6)
- 2007 - 2008 : The Big Bang Theory Dr. Erik Gabelhauser (5 épisodes)
- 2008 : Eli Stone : Un avocat (saison 1, épisode 2)
- 2008 : Médium : Elliott Davis (saison 4, épisode 11)
- 2008 : Retour à Lincoln Heights : Marshall Jackson (saison 3, épisode 2)
- 2009 : Monk : Mikhail Alvanov (saison 8, épisode 14)
- 2010 : Breaking Bad : Un médecin (saison 3, épisode 9)
- 2010 : Lie to Me : Mercier (saison 2, épisode 12)
- 2011 : The Good Wife : Paul Houghton (saison 2, épisode 16)
- 2011 : Castle : Pete Benton (saison 4, épisode 6)
- 2012 : Scandal : Marvin Colgate (saison 1, épisode 7)
- 2012 : Awake : Capitaine Carl Kessel (récurrent)
- 2013 : Vegas : Dr. Herman Thrane (saison 1, épisode 15)
- 2013 : Family Tree : Le grand Abe Lincoln (saison 1, épisode 6)
- 2013 - 2015 : Getting On : Dr. Paul Stickley (récurrent)
- 2014 : Mentalist : Kenyon Russell (saison 6, épisode 18)
- 2014 : Perception : Dr. Chandler (saison 3, épisode 9)
- 2015 : Unbreakable Kimmy Schmidt : Julian Voorhees (saison 1, épisode 7)
- 2015 : The Leftovers : Peter Benedetto (saison 2, épisode 3)
- 2015 : Agent X : Dr. Eugene Bullock (saison 1, épisode 2)
- 2016 - 2019 : Preacher : Dieu (invité saison 1, récurrent saisons 2 et 3, principal saison 4)
- 2017 - 2018 : Imposters : Arthur Bloom (récurrent)
- 2017 - 2023 : Snowfall : Arnold « Tulf » Tulfowitz (2 épisodes)
- 2018 : Castle Rock : Gordon (saison 1, 3 épisodes)
- 2018 : Only Children : Ray Sr. (saison 1, épisode 2)
- 2018 : Murder : Niles Harrington (saison 5, épisode 3)
- 2019 : Grace et Frankie : Joe (saison 5, épisode 7)
- 2019 : en:Passenger List (podcast) : Le maire de New York (épisode 1)
- 2019 - 2021 : The Morning Show : Richard (4 épisodes)
- 2020 : Perry Mason : Lyle (saison 1, épisodes 3 et 5)
- 2022 : The Rookie : Le Flic de Los Angeles : William Bloomfield (saison 4, épisode 18)
- 2024 : Présumé innocent : Liam Reynolds (saison 1, épisodes 1 et 2)
- 2025 : One Piece : Dr. Hiluluk (saison 2)